# چاماکانه
چاماکانه (به اسپانیایی: Chamacane) یک کوه در پرو است که در استان آزانگارو واقع شده‌است. چاماکانه ۴٬۸۰۰ متر بالاتر از سطح دریا واقع شده‌است.